# Mon quotidien
 (mars 2018).
Mon quotidien est un journal d'actualité pour les 10-14 ans publié par Play Bac. Il paraît du lundi au samedi.

## Historique
Concernant le nom du journal le rédacteur en chef François Dufour note : « Le premier nom du journal était Poil au nez !, pour faire rigolo. Puis on a essayé Mon journal. Mais les parents n'arrivaient pas à retenir que ce journal allait sortir tous les jours ! Alors il fallait le nommer Mon Quotidien. »[source insuffisante]
François Dufour « […] Mais les enfants-testeurs trouvaient les dessins du premier dessinateur, notre pote Cabu, trop adultes. Alors, on a changé : Charb, puis Berth. »
Les personnages de Quotillon et Rognon sont des créations de Charb qui a laissé sa place à Berth[source insuffisante].
En 2011[réf. souhaitée], Play Bac met en ligne un site web qui complète les informations du journal papier et qui propose des fiches d'exposés et d'aide-devoirs.

## Commercialisation
Il est édité depuis le 4 janvier 1995 par l'éditeur et groupe de presse Play Bac Presse, créateur des Incollables, qui publie aussi les quotidiens Le Petit Quotidien pour les 6-10 ans et L'Actu pour les adolescents dès 13 ans et L'Éco, un hebdomadaire économique pour les adolescents dès 14 ans.
Le journal n'est pas vendu en kiosque. Play Bac Presse commercialise ce journal quotidien uniquement par abonnement.
Les abonnements sont commercialisés par publipostage au sein des écoles et des foyers, également via le site internet.
Mon quotidien peut contenir de la communication sponsorisée, selon la politique éditoriale de sa maison d'édition. Le lobby vin et société s'est notamment associé à Mon quotidien pour « contourner les règles » et « faire entrer des publications sur le vin dans les bibliothèques scolaires ».

## Suppléments
Mon quotidien propose plusieurs suppléments gratuits ou payants :
- L'animal de la semaine, tous les samedis, un carnet de 4 pages parlant chaque fois d'un animal différent
- Mon Quotidien Livre, tous les mois
- Mon Quotidien Cinéma, tous les mois
- Mon Quotidien Environnement, tous les mois
- Mon Carnet de Bord, tous les trois mois de novembre 2011 à juillet 2012 en accord avec Groupama 4 sur la Volvo Ocean Race 2011-2012
- Éducation Civique, tous les mois, d'abord payant, puis gratuit
- My Weekly, toutes les semaines un carnet de 4 pages payant pour s'habituer à l'anglais.
- Meine Woche, depuis 2012, toutes les semaines un carnet de 4 pages payant pour s'habituer à l'allemand.

## Journal télévisé
Jusqu'à fin 2010[réf. souhaitée], Mon quotidien a proposé aussi un journal télévisé sur Internet du lundi au vendredi à 17 heures.